# Troglodytes
Troglodytes – rodzaj ptaków z rodziny strzyżyków (Troglodytidae).

## Rozmieszczenie geograficzne
Rodzaj obejmuje gatunki występujące w Eurazji, Ameryce i północnej Afryce.

## Morfologia
Długość ciała 9–14 cm, masa ciała 6–20 g.

## Systematyka
Rodzaj zdefiniował w 1809 roku francuski ornitolog Louis Pierre Vieillot w publikacji własnego autorstwa poświęconej historii naturalnej północno-amerykańskich ptaków. Gatunkiem typowym jest (późniejsze oznaczenie) strzyżyk śpiewny (T. aedon).

### Etymologia
Troglodytes: gr. τρωγλοδυτης trōglodutēs ‘mieszkaniec jaskiń, nor, jam’, od τρωγλη trōglē ‘jaskinia’, od τρωγω trōgō ‘gryźć, chrupać’; -δυτης -dutēs ‘nurek’, od δυω duō ‘nurkować’.

### Podział systematyczny
Do rodzaju należą następujące gatunki:
- Troglodytes rufociliatus Sharpe, 1882 – strzyżyk rdzawobrewy
- Troglodytes monticola Bangs, 1899 – strzyżyk górski
- Troglodytes solstitialis P.L. Sclater, 1859 – strzyżyk andyjski
- Troglodytes rufulus Cabanis, 1849 – strzyżyk wenezuelski
- Troglodytes ochraceus Ridgway, 1882 – strzyżyk ochrowy
- Troglodytes cobbi C. Chubb, 1909 – strzyżyk falklandzki
- Troglodytes tanneri C.H. Townsend, 1890 – strzyżyk wyspowy
- Troglodytes sissonii (Grayson, 1868) – strzyżyk blady
- Troglodytes aedon Vieillot, 1809 – strzyżyk śpiewny
- Troglodytes musculus J.F. Neumann, 1823 – strzyżyk południowy
- Troglodytes beani Ridgway, 1885 – strzyżyk rdzaworzytny
- Troglodytes martinicensis (P.L. Sclater, 1866) – strzyżyk antylski
- Troglodytes mesoleucus (P.L. Sclater, 1876) – strzyżyk wulkaniczny
- Troglodytes musicus (Lawrence, 1878) – strzyżyk melodyjny
- Troglodytes grenadensis (Lawrence, 1878) – strzyżyk grenadyjski